# جورج کاکس
جورج کاکس جونیور (انگلیسی: George Cox Jr؛ ۲۳ اوت ۱۹۱۱ – ۳۰ مارس ۱۹۸۵) بازیکن کریکت، و بازیکن فوتبال اهل بریتانیا بود.
از باشگاه‌هایی که در آن بازی کرده‌است می‌توان به باشگاه فوتبال آرسنال و باشگاه فوتبال فولام اشاره کرد.